# Eugenia Maximilianovna de Leuchtenberg

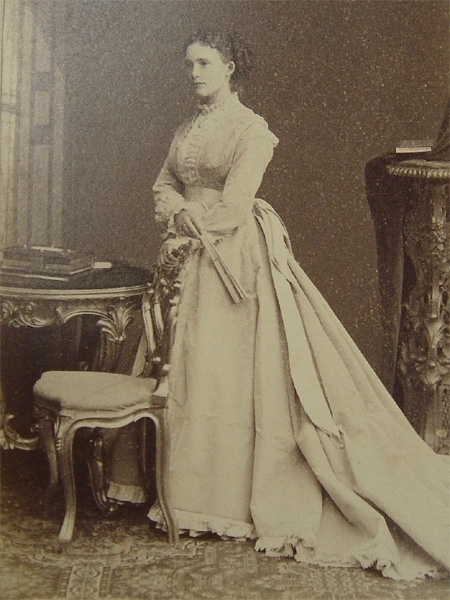
Fotografía de Eugenia de Leuchtenberg.

Eugenia Maximilianovna de Leuchtenberg (en ruso: Евгения Максимилиановна Лейхтенбергская; San Petersburgo, 1 de abril de 1845 - Biarritz, 4 de mayo de 1925) fue una hija de Maximiliano de Beauharnais, 3.º duque de Leuchtenberg, y de su esposa, la gran duquesa María Nikoláyevna de Rusia. A pesar de que era miembro de la Casa francesa de Beauharnais, nació y se crio en el país de su madre, Rusia.
En 1868, contrajo matrimonio con su primo lejano, el duque Alejandro Petrovich de Oldemburgo. La pareja tuvo un solo hijo, el duque Pedro Alexándrovich de Oldemburgo. La princesa Eugenia y su marido eran particularmente conocidos por su gran filantropía por toda Rusia; tanto que, hacia 1914, se publicó en un periódico que "probablemente no había dos personas tan universalmente queridas como el duque y la duquesa de Oldemburgo".

## Primeros años

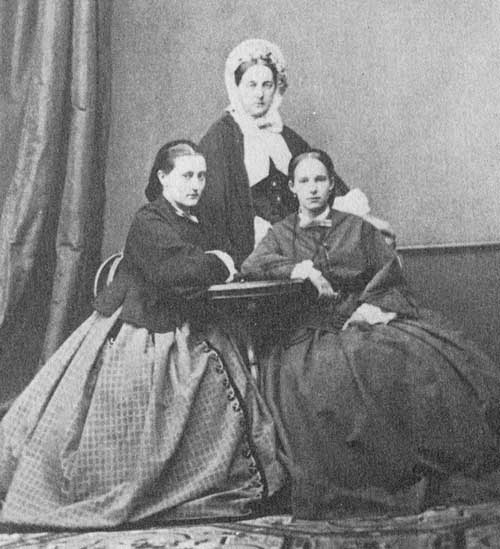
La princesa Eugenia (a la derecha) con su madre y su hermana María.

La princesa Eugenia de Leuchtenberg nació el 1 de abril (del calendario juliano) en el Palacio Mariinski en San Petersburgo. Fue el cuarto vástago y tercera hija de Maximiliano de Beauharnais, 3.º duque de Leuchtenberg, y de su esposa, la gran duquesa María Nikolayevna de Rusia. El padre de Eugenia había viajado a San Petersburgo para pedir la mano de la hija mayor del zar Nicolás I de Rusia, la gran duquesa María Nikoláyevna. A Maximiliano posteriormente se le otorgó el estilo de Alteza Imperial y el título de príncipe Romanowsky. Como la hija de una gran duquesa rusa y príncipe ruso ennoblecido, Eugenia y sus hermanos fueron siempre tratado como grandes duques y duquesas, portando el estilo de Alteza Imperial.
Eugenia (llamada Eugenie, la forma francesa de su nombre, por sus familiares) pasó su infancia en el Palacio Mariinski con sus hermanos. Sus padres estaban muy interesados en el arte y las ciencias, así que Eugenia recibió una mejor educación que la de las demás princesas de su tiempo. Estudió música, dibujo, danza e idiomas. Disfrutaba de la equitación. La caza con caballos y equitación se convirtieron en pasatiempos que disfrutó durante toda su vida.
Tras de la muerte de su padre en 1852, la gran duquesa María se volvió a casar morganáticamente con el conde Grigori Stroganov dos años más tarde. Como este casamiento se realizó a espaldas de su padre, el emperador Nicolás I (y luego su hermano, el emperador Alejandro II, no pudo permitir la unión, prefiriendo en cambio fingir ignorancia), María se vio obligada a exiliarse en el extranjero. Alejandro sentía compasión por su hermana, y prestó atención especial a los hijos de su primer matrimonio, quienes vivieron en San Petersburgo sin su madre.
Debido a su rango, Eugenia a menudo servía en la corte rusa. En 1860, por ejemplo, acompañó a la emperatriz viuda Alejandra Fiódorovna a Francia, donde el emperador Napoleón III y la emperatriz Eugenia de Montijo les dieron la bienvenida. En 1866, la princesa, la gran duquesa María, y otros importantes miembros de la realeza rusa asistieron al lujoso banquete en honor al embajador de los EE.UU., Cassius Clay, y el vicesecretario de la Armada, Gustavus Fox. Clay tuvo el honor de sentarse entre Eugenia y la gran duquesa Alejandra Iosifovna. Clay y Fox anteriormente habían viajado al palacio de campo de la gran duquesa María, donde fueron oficialmente presentados a la princesa Eugenia; almorzaron juntos, y después los dos hombres volvieron a San Petersburgo para llevar a cabo otras visitas de estado.

## Matrimonio

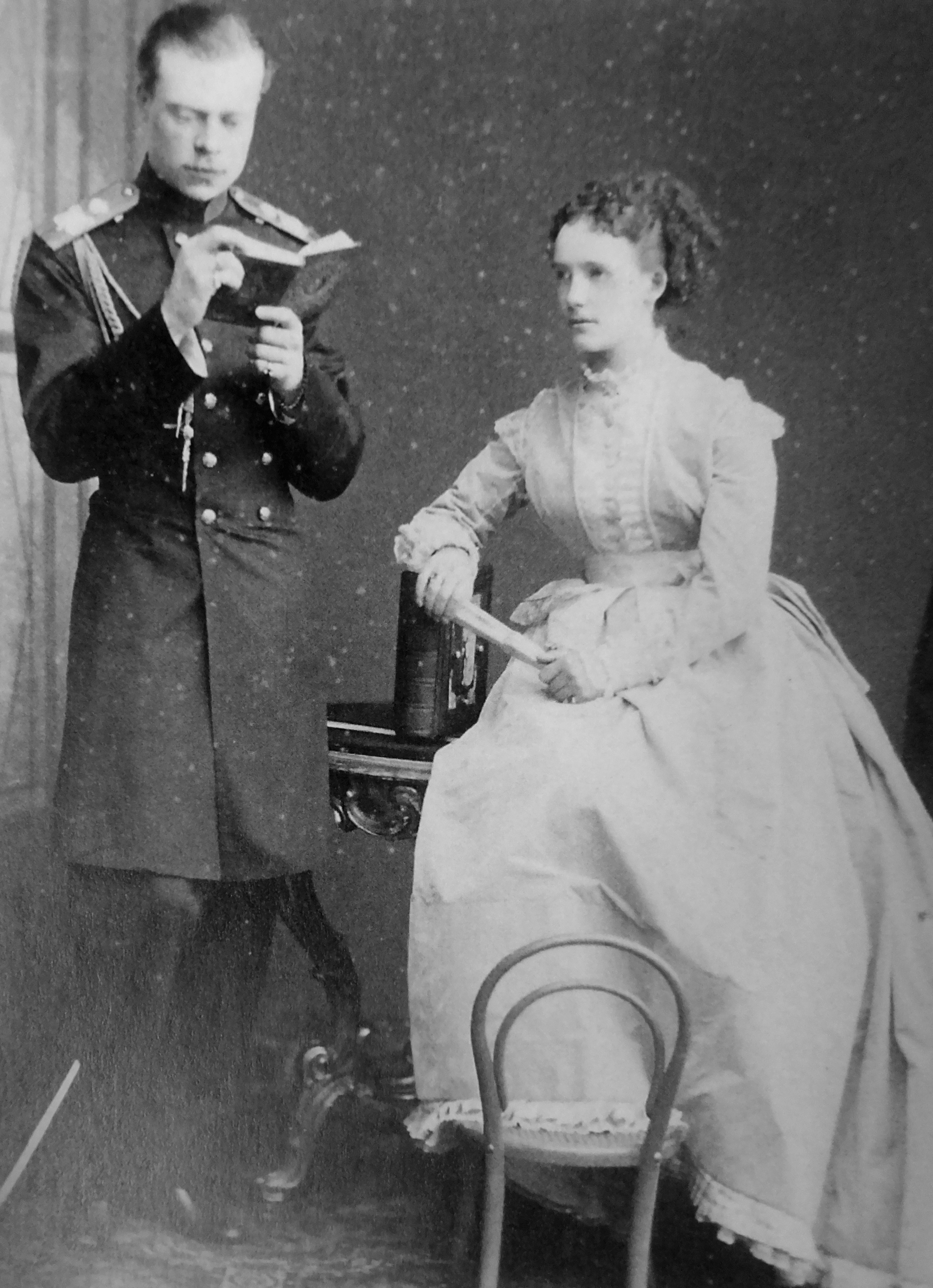
La princesa Eugenia Maximilianovna y su marido, Alejandro Petrovich de Oldemburgo.

Cuando era joven, varios candidatos fueron presentados como potenciales maridos para Eugenia. Uno de ellos fue el príncipe heredero Humberto de Italia. Sin embargo, el compromiso no se materializó y Humberto luego se casaría con la princesa Margarita Teresa de Saboya. También se ideó casar a Eugenia con el entonces príncipe Luis de Baviera, el sobrino del rey Otón I de Grecia, y hacer que él se convirtiera la fe ortodoxa para tranquilizar al pueblo griego, pero los planes se demoraron demasiado para ayudar al rey Otón.
El 19 de enero de 1868, en el Palacio de Invierno, Eugenia contrajo matrimonio con el duque Alejandro Petrovich de Oldemburgo, un hijo del duque Pedro Georgievich de Oldemburgo. El abuelo de Alejandro se había casado con la gran duquesa Catalina Pávlovna, hija del zar Pablo I de Rusia, y sus descendientes habían vivido en Rusia desde entonces y estaban completamente "rusianizados", como la familia de Eugenia. Así, a pesar de su título alemán, el duque Alejandro, como su padre, había crecido en Rusia, prestando su servicio militar para el zar. Él siempre fue considerado parte de la familia imperial rusa.
La pareja tuvo un hijo, el duque Pedro Alexándrovich de Oldemburgo (21 de noviembre de 1868-11 de marzo de 1924). Eugenia tuvo una amistad duradera con la emperatriz María Fiódorovna, y ambas arreglaron el matrimonio del hijo de Eugenia con la hija de María, la gran duquesa Olga Aleksándrovna.

### Mansión de Ramon

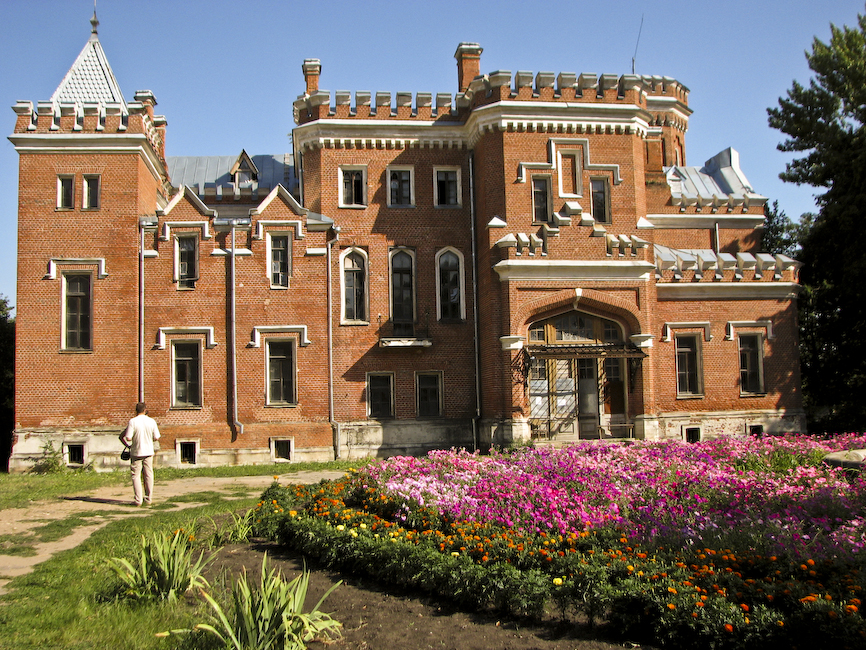
El palacio de Eugenia en Ramon.

Como regalo de bodas, el tío de Eugenia, el zar Alejandro II de Rusia, les entregó la propiedad de Ramon, en el suroeste de Rusia. En 1883, la pareja contrató al arquitecto Christopher Neysler para construir el Palacio de Ramon, una residencia que se parece a un castillo inglés de arquitectura gótica; fue completado cuatro años más tarde. Después de casarse con la gran duquesa Olga Aleksándrovna, la hija menor del emperador Alejandro III, en 1901, su único hijo tomó residencia en el palacio, y finalmente la pareja adquirió una propiedad adyacente para construir su casa propia.
En 1902, un grupo de campesinos, molestos por las condiciones laborales, atacaron y prendieron fuego al palacio, causando grandes daños. Quince años más tarde, la propiedad fue confiscada por el nuevo régimen bolchevique y convertida en un cuartel, escuela, hospital, y albergue para una fábrica cercana.

## Años posteriores

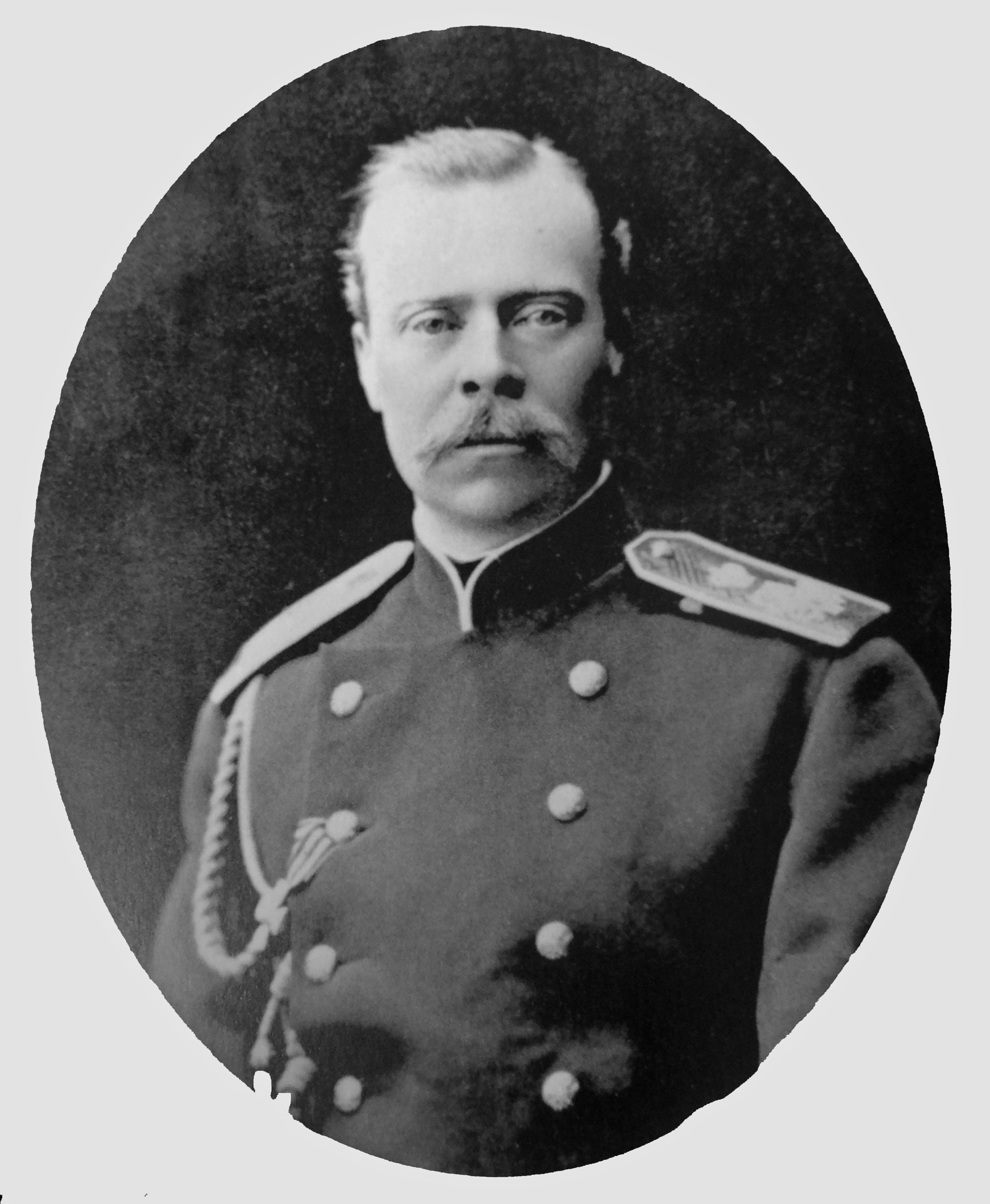
El duque Alejandro de Oldemburgo, marido de Eugenia.

El duque Alejandro de Oldemburgo era uno de los príncipes más ricos de Rusia, no sólo a través de su propiedad, sino también debido a las grandes riquezas que Eugenia había heredado de su abuelo, el zar Nicolás I Alejandro era también el segundo en la línea sucesoria del Gran Ducado de Oldemburgo, ya que el gran duque Federico Augusto II de Oldemburgo había tenido un solo hijo, Nicolás; si él moría antes de su padre, Alejandro se hubiera convertido en el heredero presunto.

### Trono de Bulgaria
El príncipe Alejandro de Bulgaria abdicó al trono búlgaro el 7 de septiembre de 1886. Esto provocó que las naciones cercanas propusieran a varios candidatos propios para ocupar el trono; entre estas naciones se encontraban Rusia y Alemania bajo los respectivos gobiernos del emperador Alejandro III y el canciller alemán Otto von Bismarck. El duque Alejandro sería recomendado por el gobierno ruso para ocupar el trono búlgaro. No sólo estaba casado con una princesa rusa, y era el nieto de una gran duquesa rusa, sino que también ejercía el cargo de ayudante general del emperador Alejandro III, y era el comandante general de la Guardia Imperial. En varios intentos desesperados de impedir que Rusia obtuviera el control de Bulgaria, el trono fue ofrecido a candidatos que carecían de lazos rusos, como un príncipe de Dinamarca o incluso el rey de Rumanía. Al final quien resultó escogido fue el príncipe Fernando de Sajonia-Coburgo-Gotha, convirtiéndose en Fernando I de Bulgaria.

### Artes y filantropía

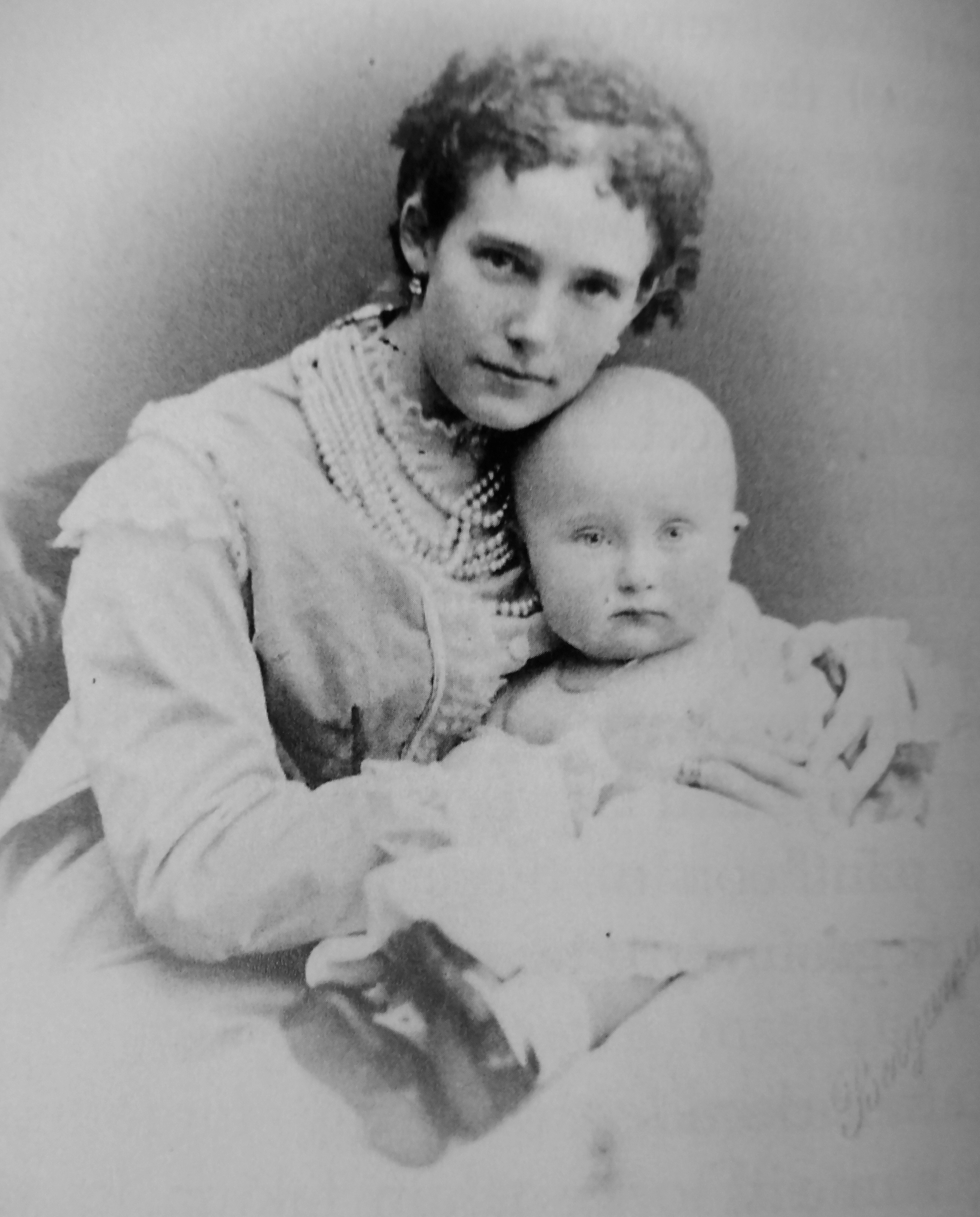
Eugenia de Leuchtenberg con su único hijo, Pedro de Oldemburgo.

Eugenia fue considerada por fuentes contemporáneas como "la mujer más culta y amable que se podría conocer", mientras que Alejandro se ganó fama de ser un hombre con "mucho intelecto y carácter". Como princesa muy popular y educada, Eugenia fue la anfitriona de un salón que fue el centro de la actividad literaria, filosófica y científica en Rusia. Hacia 1907, ella y su marido eran ampliamente conocidos por dedicar "toda su vida y la mayoría de sus riquezas a la filantropía", según una fuente. Sus extensas donaciones ayudaron a costear y fundar escuelas técnicas, hospitales, orfanatos, así como otras instituciones filantrópicas por toda Rusia. Eugenia también fue una pieza clave en el establecimiento de la Cruz Roja en Rusia. El Instituto Oldemburgo fue una de las organizaciones fundada por el matrimonio; su propósito era enseñar a dos mil chicos y chicas sobre comercio y educación técnica, y más de la mitad de ellos fueron alojados en la escuela, corriendo el príncipe y la princesa con los gastos. Como sufría de una salud delicada, Eugenia no se dejaba ver en público a menudo, prefiriendo ejercer de anfitriona tranquilamente en su casa.
Mientras asistía a la inauguración de la Escuela de Medicina Experimental de San Petersburgo como su principal benefactor en enero de 1907, un importante funcionario del gobierno, el general von Launitz, fue asesinado ante los ojos de Eugenia y su marido. El general se encontraba a unos pocos pasos de Alejandro, de modo que Eugenia, creyendo al principio que este había sido el asesinado, sufrió un desmayo.

### Muerte
La princesa Eugenia falleció en el exilio debido a la Revolución rusa, el 4 de mayo de 1925 en Biarritz, Francia. Alejandro moriría siete años más tarde, el 6 de septiembre de 1932. Su actos de filantropía se habían vuelto tan conocidos que en 1914, fuentes de un periódico comentaron que de todos los miembros de la realeza en San Petersburgo, "probablemente no había dos personas tan universalmente queridas como el duque y la duquesa de Oldemburgo".

## Ancestros
|  |                                                          |  |  |  |  |  |  |  |  |  |  |  |  |  |  |  |
|  | 8. Alejandro, vizconde de Beauharnais                    |  |  |  |  |  |  |  |  |  |  |  |  |  |  |  |
|  |                                                          |  |  |  |  |  |  |  |  |  |  |  |  |  |  |  |
|  |                                                          |  |  |  |  |  |  |  |  |  |  |  |  |  |  |  |
|  | 4. Eugenio de Beauharnais, 1.º duque de Leuchtenberg     |  |  |  |  |  |  |  |  |  |  |  |  |  |  |  |
|  |                                                          |  |  |  |  |  |  |  |  |  |  |  |  |  |  |  |
|  |                                                          |  |  |  |  |  |  |  |  |  |  |  |  |  |  |  |
|  | 9. Josefina Tascher de la Pagerie                        |  |  |  |  |  |  |  |  |  |  |  |  |  |  |  |
|  |                                                          |  |  |  |  |  |  |  |  |  |  |  |  |  |  |  |
|  |                                                          |  |  |  |  |  |  |  |  |  |  |  |  |  |  |  |
|  | 2. Maximiliano de Beauharnais, 3.º duque de Leuchtenberg |  |  |  |  |  |  |  |  |  |  |  |  |  |  |  |
|  |                                                          |  |  |  |  |  |  |  |  |  |  |  |  |  |  |  |
|  |                                                          |  |  |  |  |  |  |  |  |  |  |  |  |  |  |  |
|  | 10. Maximiliano I de Baviera                             |  |  |  |  |  |  |  |  |  |  |  |  |  |  |  |
|  |                                                          |  |  |  |  |  |  |  |  |  |  |  |  |  |  |  |
|  |                                                          |  |  |  |  |  |  |  |  |  |  |  |  |  |  |  |
|  | 5. Augusta de Baviera                                    |  |  |  |  |  |  |  |  |  |  |  |  |  |  |  |
|  |                                                          |  |  |  |  |  |  |  |  |  |  |  |  |  |  |  |
|  |                                                          |  |  |  |  |  |  |  |  |  |  |  |  |  |  |  |
|  | 11. Augusta Guillermina de Hesse-Darmstadt               |  |  |  |  |  |  |  |  |  |  |  |  |  |  |  |
|  |                                                          |  |  |  |  |  |  |  |  |  |  |  |  |  |  |  |
|  |                                                          |  |  |  |  |  |  |  |  |  |  |  |  |  |  |  |
|  | 1. Eugenia Maximilianovna de Leuchtenberg                |  |  |  |  |  |  |  |  |  |  |  |  |  |  |  |
|  |                                                          |  |  |  |  |  |  |  |  |  |  |  |  |  |  |  |
|  |                                                          |  |  |  |  |  |  |  |  |  |  |  |  |  |  |  |
|  | 12. Pablo I de Rusia                                     |  |  |  |  |  |  |  |  |  |  |  |  |  |  |  |
|  |                                                          |  |  |  |  |  |  |  |  |  |  |  |  |  |  |  |
|  |                                                          |  |  |  |  |  |  |  |  |  |  |  |  |  |  |  |
|  | 6. Nicolás I de Rusia                                    |  |  |  |  |  |  |  |  |  |  |  |  |  |  |  |
|  |                                                          |  |  |  |  |  |  |  |  |  |  |  |  |  |  |  |
|  |                                                          |  |  |  |  |  |  |  |  |  |  |  |  |  |  |  |
|  | 13. María Fiódorovna                                     |  |  |  |  |  |  |  |  |  |  |  |  |  |  |  |
|  |                                                          |  |  |  |  |  |  |  |  |  |  |  |  |  |  |  |
|  |                                                          |  |  |  |  |  |  |  |  |  |  |  |  |  |  |  |
|  | 3. María Nikoláyevna de Rusia                            |  |  |  |  |  |  |  |  |  |  |  |  |  |  |  |
|  |                                                          |  |  |  |  |  |  |  |  |  |  |  |  |  |  |  |
|  |                                                          |  |  |  |  |  |  |  |  |  |  |  |  |  |  |  |
|  | 14. Federico Guillermo III de Prusia                     |  |  |  |  |  |  |  |  |  |  |  |  |  |  |  |
|  |                                                          |  |  |  |  |  |  |  |  |  |  |  |  |  |  |  |
|  |                                                          |  |  |  |  |  |  |  |  |  |  |  |  |  |  |  |
|  | 7. Alejandra Fiódorovna                                  |  |  |  |  |  |  |  |  |  |  |  |  |  |  |  |
|  |                                                          |  |  |  |  |  |  |  |  |  |  |  |  |  |  |  |
|  |                                                          |  |  |  |  |  |  |  |  |  |  |  |  |  |  |  |
|  | 15. Luisa de Mecklemburgo-Strelitz                       |  |  |  |  |  |  |  |  |  |  |  |  |  |  |  |
|  |                                                          |  |  |  |  |  |  |  |  |  |  |  |  |  |  |  |
|  |                                                          |  |  |  |  |  |  |  |  |  |  |  |  |  |  |  |